# Javier Gutiérrez Álvarez
Javier Gutiérrez Álvarez, accreditato come Javier Gutiérrez (Luanco, 17 gennaio 1971), è un attore spagnolo, vincitore di due Premi Goya come miglior attore per La isla mínima (2014) e Il movente (2017).

## Filmografia parziale

### Cinema
- L'altro lato del letto (El otro lado de la cama), regia di Emilio Martínez Lázaro (2002)
- Crimen perfecto - Finché morte non li separi (Crimen ferpecto), regia di Álex de la Iglesia (2004)
- Torrente 3: El protector, regia di Santiago Segura (2005)
- Il commissario Torrente - Il braccio idiota della legge (Torrente 4: Lethal Crisis), regia di Santiago Segura (2011)
- La isla mínima, regia di Alberto Rodríguez Librero (2014)
- Desconocido - Resa dei conti (Desconocido), regia di Dani de la Torre (2015)
- Truman - Un vero amico è per sempre (Truman), regia di Cesc Gay (2015)
- Assassin's Creed, regia di Justin Kurzel (2016)
- El olivo, regia di Icíar Bollaín (2016)
- 1898: Los últimos de Filipinas, regia di Salvador Calvo (2016)
- Piano di fuga (Plan de fuga), regia di Iñaki Dorronsoro (2016)
- Il movente (El autor), regia di Manuel Martín Cuenca (2017)
- Non ci resta che vincere (Campeones), regia di Javier Fesser (2018)
- Durante la tormenta, regia di Oriol Paulo (2018)
- Dov'è la tua casa (Hogar), regia di Álex Pastor e David Pastor (2020)
- Sotto lo zero (Bajocero), regia di Lluís Quilez (2021)
- Prigione 77, regia di Alberto Rodríguez Librero (2022)
- Domani è oggi (Mañana es hoy), regia di Nacho G. Velilla (2022)
- Ultima Fermata – Rocafort St. (Estación Rocafort), regia di Luis Prieto (2024)

### Televisione
- La stanza del bambino (La habitación del niño), regia di Álex de la Iglesia - film TV (2005)
- Los Serrano - serie TV, 49 episodi (2005-2008)
- Águila Roja - serie TV, 104 episodi (2009-2016)
- Quello che nascondono i tuoi occhi (Lo que escondían sus ojos) - miniserie TV, 4 episodi (2016)
- Estoy Vivo - serie TV, 13 episodi (2017)
- Asunta - serie TV, 6 episodi (2024)

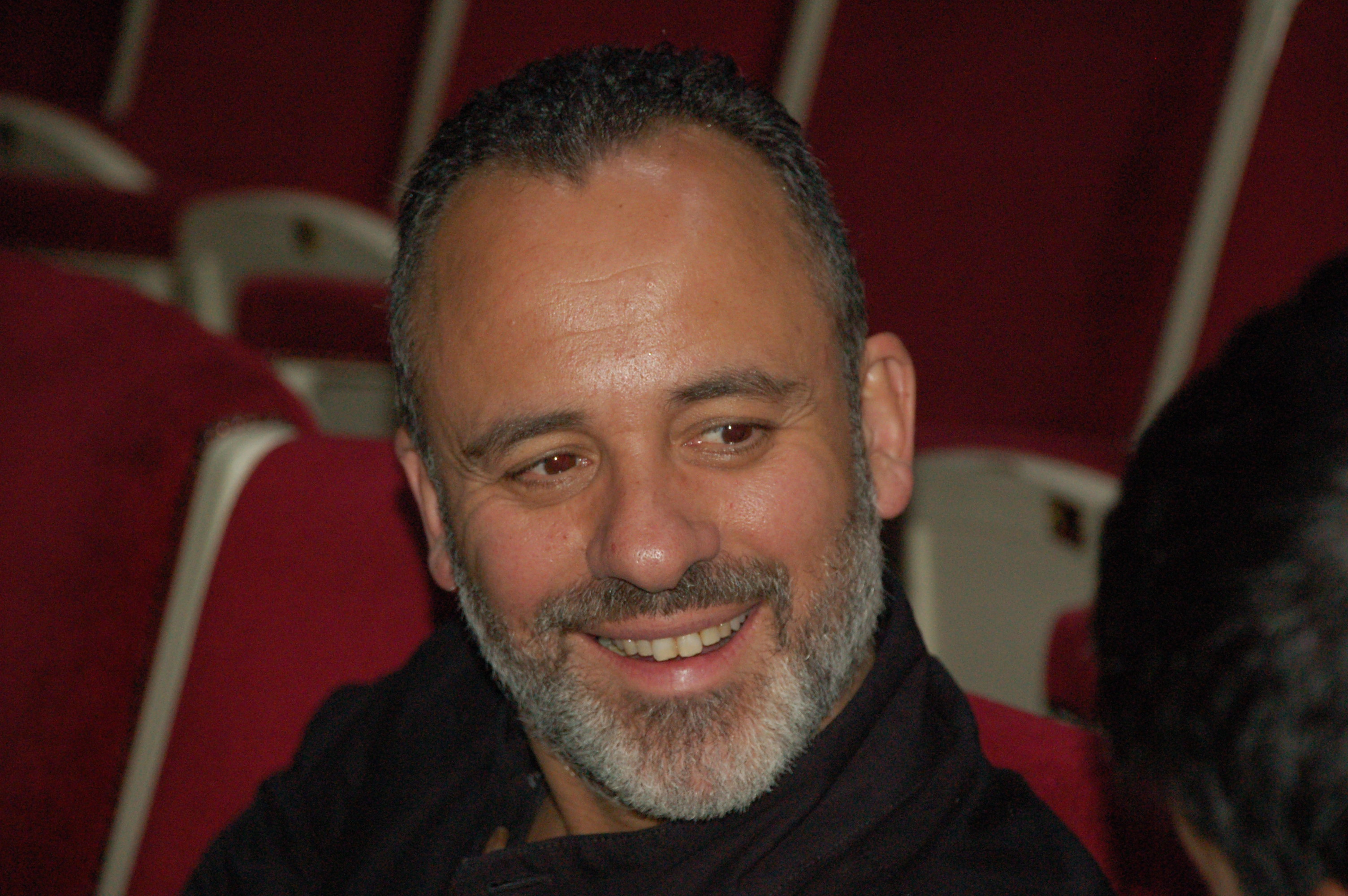
Javier Gutiérrez al Teatro María Guerrero nel 2014

## Doppiatori italiani
Nelle versioni in italiano dei suoi film, Javier Gutiérrez è stato doppiato da:
- Marco Mete in La isla mìnima, Non ci resta che vincere, Prigione 77
- Franco Mannella in Sotto lo zero, Asunta
- Luigi Ferraro in Il commissario Torrente - Il braccio idiota della legge
- David Chevalier in Crimen perfecto - Finché morte non li separi
- Stefano Benassi in Quello che nascondono i tuoi occhi
- Claudio Moneta in 1898: Los últimos de Filipinas
- Fabio Boccanera in Dov'è la tua casa